# 大同町駅
大同町駅（だいどうちょうえき）は、愛知県名古屋市南区大同町にある名鉄常滑線の駅である。駅番号はTA04。

## 歴史
- 1940年（昭和15年）5月31日 大同製鋼（現：大同特殊鋼）への工員輸送のため大同前駅として開業[2][注釈 1]。
- 1945年（昭和20年）6月1日 - 防諜のため大同町駅に改称[2]。
- 1983年（昭和58年）頃 - 準急停車駅となる。
- 1990年（平成2年）10月29日 - 準急が廃止される[3]。
- 2004年（平成16年）12月18日 - 下り線（太田川方面）高架化[4]。
- 2006年（平成18年）7月1日 - 上り線（神宮前方面）高架化[4]。
- 2007年（平成19年）2月1日 - 駐輪場使用開始（3月からは有料）。
- 2008年（平成20年）12月27日 - 準急が設定され再び準急停車駅になる[5]。
- 2011年（平成23年）2月11日 - ICカード乗車券「manaca」供用開始。
- 2012年（平成24年）2月29日 - トランパス供用終了。
- 2022年（令和4年）3月1日  - 終日無人化[6]。

## 駅構造
8両編成対応の相対式ホーム2面2線の高架駅で、無人駅である。2022年2月28日までは常滑線内で特急が通過する駅では隣の大江駅とともに数少ない有人駅であったが、20:00から翌朝7:00までの間は無人となっていた（特殊勤務駅）。駅集中管理システム（管理駅は神宮前駅）が導入されている。
高架化工事のための仮線工事開始前は上り線側に駅舎はなく、下り線側から跨線橋を介して連絡していた。この駅舎は上り線が高架化されるまで残されていたが、その後撤去されている。
| 番線 | 路線      | 方向 | 行先                         |
| ---- | --------- | ---- | ---------------------------- |
| 1    | TA 常滑線 | 下り | 中部国際空港・河和・内海方面 |
| 2    | TA 常滑線 | 上り | 金山・名鉄名古屋方面         |

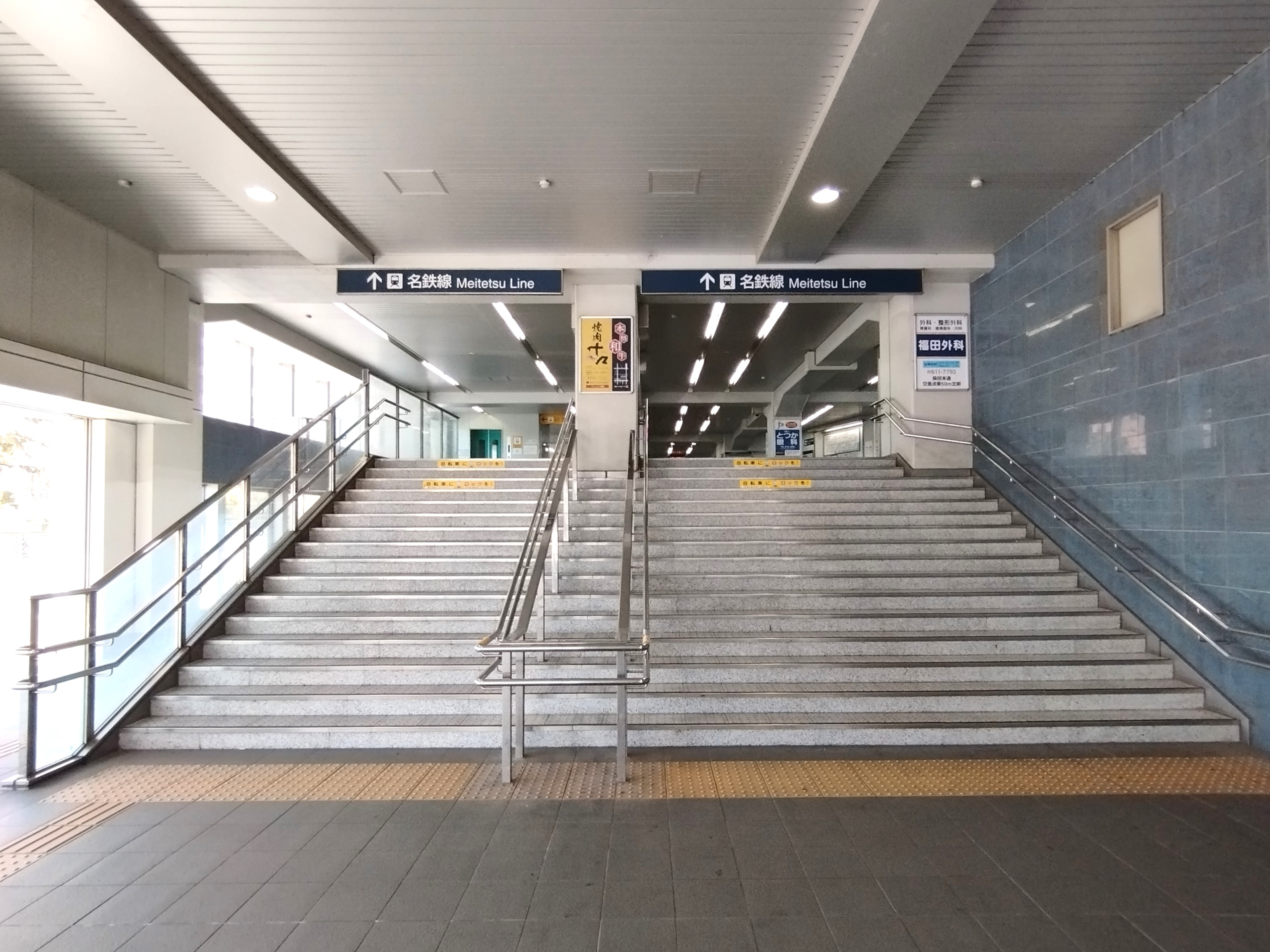
入口
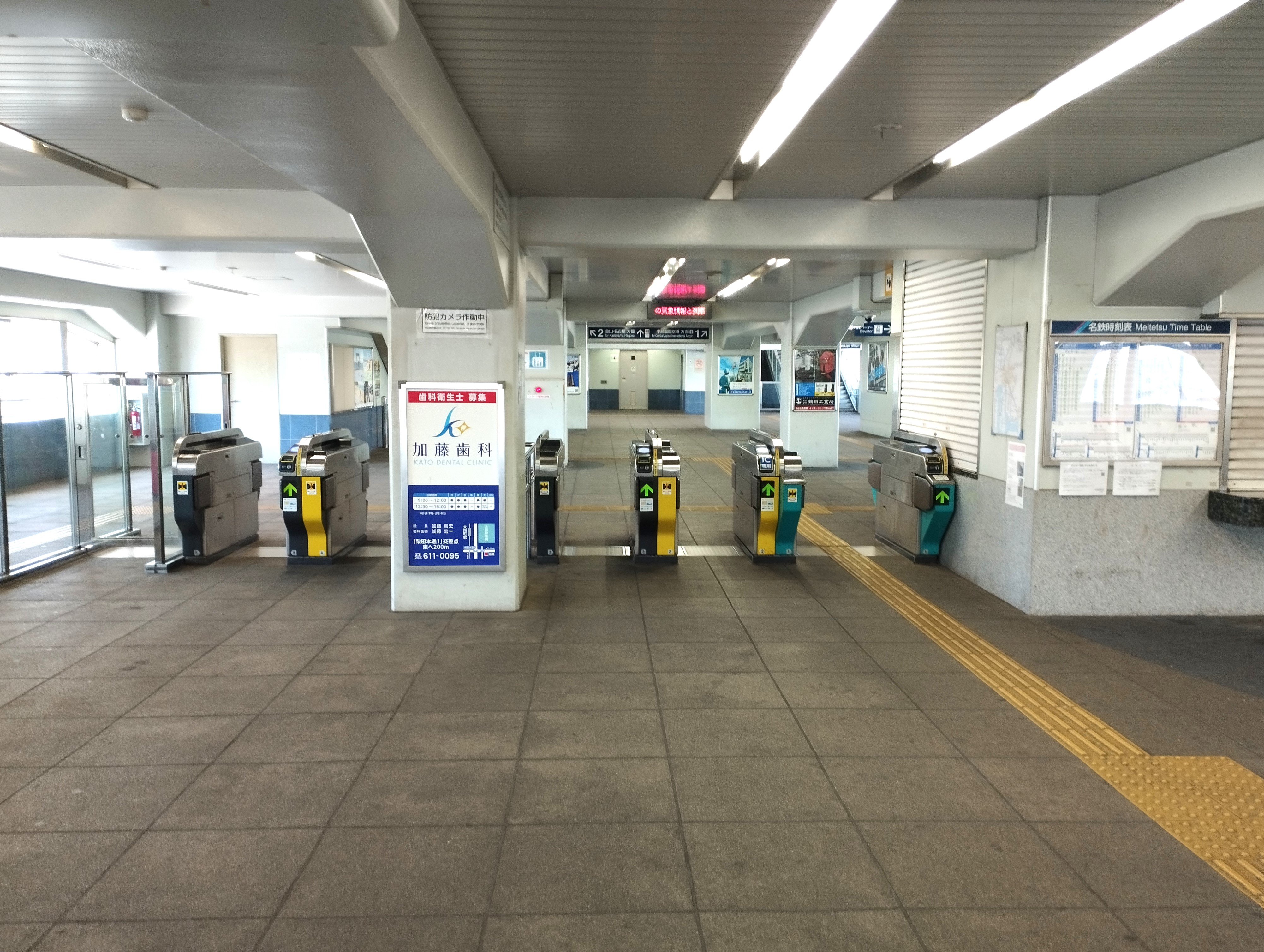
中2階にある改札口
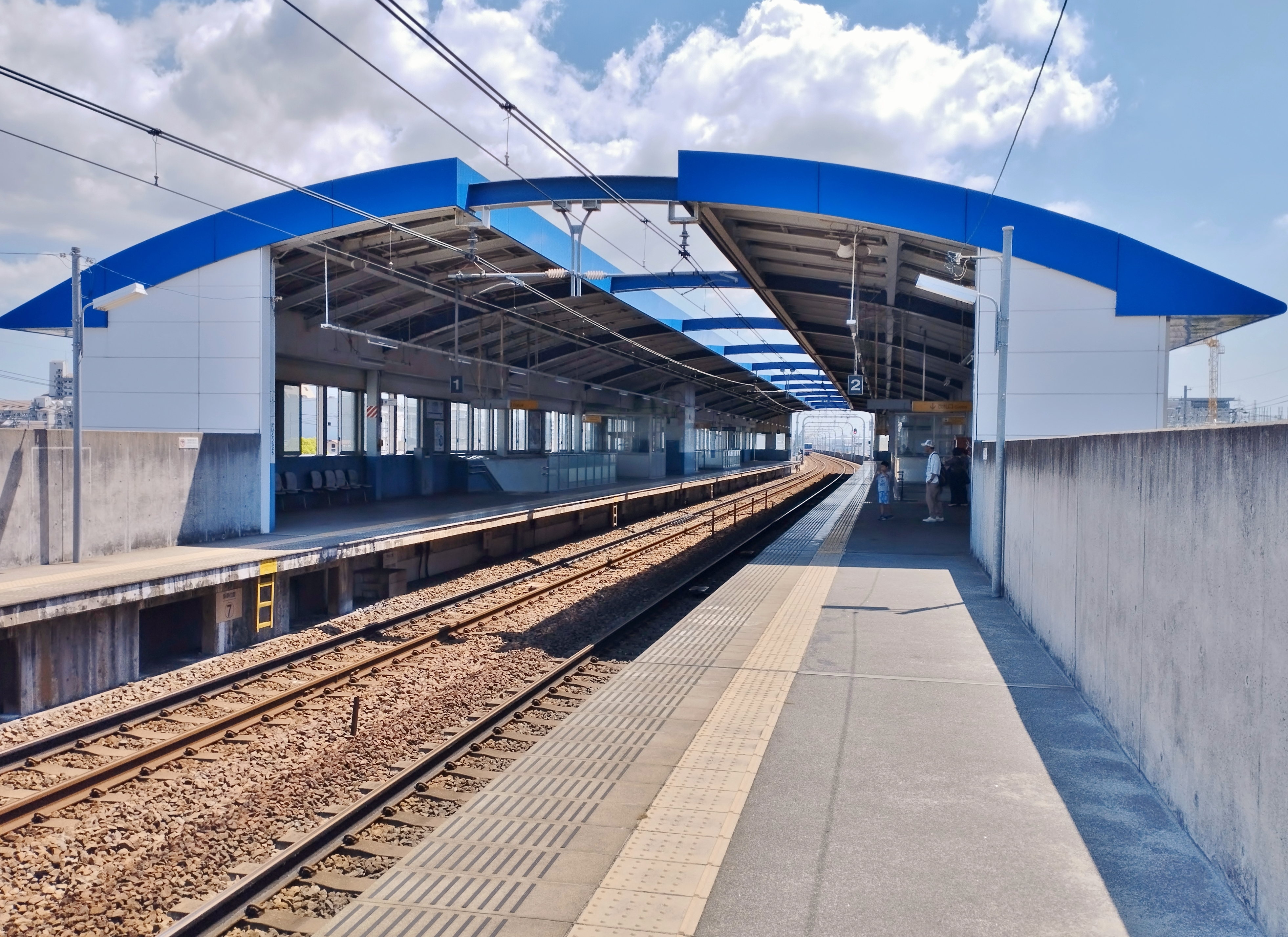
ホーム
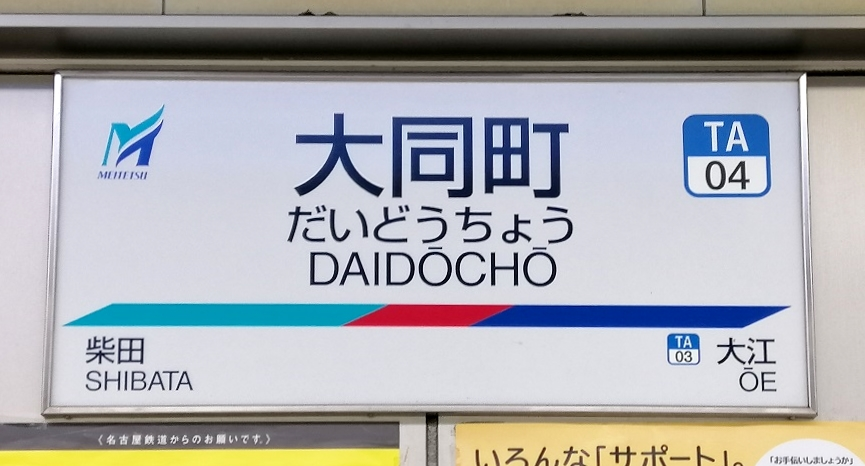
駅名標

### 配線図
| ← 神宮前・ 名古屋方面 | 大同町駅 構内配線略図 | → 太田川・ 常滑方面 |
| 凡例 出典:            |                       |                     |

## 駅周辺
- 大同特殊鋼星崎工場
- 大同特殊鋼滝春テクノセンター
- 大同大学
- 大同大学大同高等学校
- 鯱バス本社
- トーエネック教育センター
- ウエルシア名古屋大同店
- 国道247号

## 路線バス
2010年現在、駅前から発車するバス路線はない。2007年までは当駅から柴田、名和駅前、東海市民病院を経由して加木屋車庫へ向かう知多乗合の路線が存在した。現在、最寄りのバス停は国道247号にある名古屋市交通局「大同町」バス停で、「神宮15」（神宮東門行き、要町・鳴尾車庫行き）および「新瑞13」（新瑞橋行き循環、鳴尾車庫行き）の各系統が発着する。

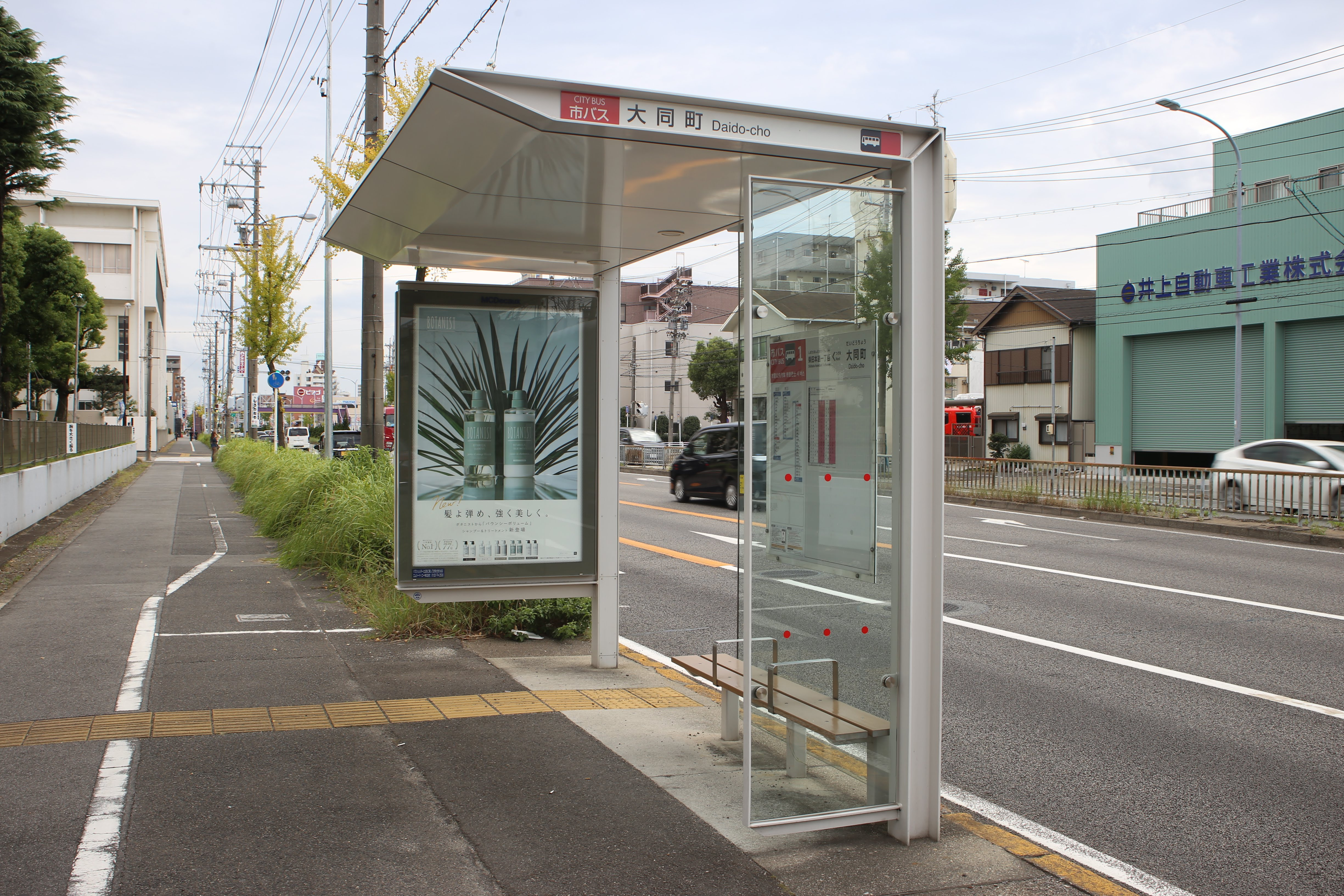
市バス大同町停留所

## 利用状況
- 「移動等円滑化取組報告書」によれば、2021年度の1日平均乗降人員は10,927人である[11]。
- 『名鉄120年：近20年のあゆみ』によると2013年度当時の1日平均乗降人員は12,633人であり、この値は名鉄全駅（275駅）中28位、常滑線・空港線・築港線（26駅）中4位であった[12]。
- 『名古屋鉄道百年史』によると1992年度当時の1日平均乗降人員は12,287人であり、この値は岐阜市内線均一運賃区間内各駅（岐阜市内線・田神線・美濃町線徹明町駅 - 琴塚駅間）を除く名鉄全駅（342駅）中31位、常滑線・築港線（24駅）中3位であった[13]。
- 『名古屋市統計年鑑』によると、2019年度の1日平均乗車人員は6,719人である。各年度の1日平均乗車人員は以下の通り[14]。

| 年度   | 1日平均 乗車人員 |
| ------ | ---------------- |
| 1996年 | 5,425            |
| 1997年 | 5,148            |
| 1998年 | 5,197            |
| 1999年 | 5,100            |
| 2000年 | 5,006            |
| 2001年 | 4,961            |
| 2002年 | 5,035            |
| 2003年 | 5,064            |
| 2004年 | 5,210            |
| 2005年 | 5,423            |
| 2006年 | 5,512            |
| 2007年 | 5,552            |
| 2008年 | 5,507            |
| 2009年 | 5,419            |
| 2010年 | 5,617            |
| 2011年 | 5,774            |
| 2012年 | 5,877            |
| 2013年 | 6,254            |
| 2014年 | 6,078            |
| 2015年 | 6,205            |
| 2016年 | 6,448            |
| 2017年 | 6,573            |
| 2018年 | 6,699            |
| 2019年 | 6,719            |

### 補足
常滑線・空港線・築港線の駅では、神宮前駅・中部国際空港駅・太田川駅に次いで4番目に多く、名鉄全体の準急停車駅でも有松駅に次いで2番目に多い。これは近くに大同大学と大同大学大同高等学校があるためであるが、付近には工場も多く立地するため、通勤客の姿もよく目にする。名古屋市内ではあるが、近くに地下鉄がないのも利用者が多い原因でもある。
利用客数が多いのにもかかわらず、停車する列車はほとんどが普通列車のみであることから、急行停車駅昇格の声が以前からあった（大学側は、急行停車駅昇格化や普通毎時6本化を訴えた）。また、下校時間帯に2両編成の列車が来ると利用客の積み残しが出る状況もあった。
こうした声に応えてか、名鉄は2008年12月27日から、当駅を準急停車駅とし、本数を毎時4本から6本に増発している。平日の朝ラッシュ時には、中部国際空港行きの急行が2本特別停車している。
2009年から2010年にかけては、幾度かパノラマカーなどの名鉄公式の団体臨時列車などの始発駅にもなったことがある。なお、大同大学で模試等が行われる場合は急行が臨時停車することがある。

## 隣の駅
名古屋鉄道
TA 常滑線
□ミュースカイ・■特急・□快速急行・■急行
通過
■急行（平日朝の中部国際空港行き2本のみ）
大江駅（TA03） - 大同町駅（TA04） - 太田川駅（TA09）
■準急
大江駅（TA03） - 大同町駅（TA04） - （毎朝の空港行き1本は柴田駅（TA05）） - 聚楽園駅（TA07）
■普通
大江駅（TA03） - 大同町駅（TA04） - 柴田駅（TA05）